# مايك ميرفي (سياسي)
مايك ميرفي هو سياسي كندي، ولد في 25 يناير 1958 في مونكتون في كندا. حزبياً، نشط في الجمعية الليبرالية لنيو برونزويك ‏. وقد انتخب عضو الجمعية التشريعية لنيو برونزويك ‏.